# Jeff Kinney
Jeffrey Kinney (Fort Washington, 19 februari 1971) is een Amerikaanse programmeur van computerspellen, striptekenaar, producer en schrijver van kinderboeken. Hij heeft onder andere de serie Het leven van een loser (Diary of a Wimpy Kid) geschreven. 

## Biografie
Jeff Kinney doorliep zijn middelbareschoolopleiding in Forestville. Vanaf begin jaren negentig studeerde hij aan de Universiteit van Maryland. In deze periode schreef hij de strip Igdoof die in de krant van de campus verscheen. Vanaf dat moment wist hij dat hij schrijver wilde worden. Hij werkt tegenwoordig als programmeur en ontwerper van online computerspellen. Hij heeft ook de website Poptropica gemaakt. Zijn bekendste werk is Het leven van een loser.., een boekenserie die uit elf delen bestaat.

## Bestseller 60
| Boeken met noteringen in de Nederlandse Bestseller 60      | Jaar van verschijnen | Datum van binnenkomst | Hoogste positie | Aantal weken | Opmerkingen                                                   |
| ---------------------------------------------------------- | -------------------- | --------------------- | --------------- | ------------ | ------------------------------------------------------------- |
| Het leven van een loser                                    | 2009                 | 20-10-2010            | 21              | 36           |                                                               |
| Het leven van een loser 2: vette pech!                     | 2010                 | 20-10-2010            | 28              | 18           |                                                               |
| Het leven van een loser 3: bekijk het maar                 | 2011                 | 02-03-2011            | 17              | 9            |                                                               |
| Jouw leven als Loser                                       | 2011                 | 12-10-2011            | 15              | 12           | invulboek                                                     |
| Het leven van een loser 4: een hondenleven                 | 2012                 | 15-02-2012            | 4               | 21           |                                                               |
| Het leven van een loser 5: niet te doen                    | 2012                 | 27-06-2012            | 6               | 27           |                                                               |
| Het leven van een loser 6: geen paniek!                    | 2012                 | 21-11-2012            | 4               | 25           |                                                               |
| Het leven van een loser 7: zwaar de klos                   | 2013                 | 12-06-2013            | 4               | 26           |                                                               |
| Het leven van een loser: niet te filmen!                   | 2013                 | 30-10-2013            | 12              | 9            | boek over het maken van de films gebaseerd op het eerste boek |
| Het leven van een loser 8: gedumpt                         | 2014                 | 11-06-2014            | 2               | 29           |                                                               |
| Het leven van een loser 9: flutvakantie                    | 2015                 | 10-06-2015            | 2               | 28           |                                                               |
| Het leven van een loser 10: ffe offline                    | 2016                 | 15-06-2016            | 2               | 29           |                                                               |
| Het leven van een loser 11: drie keer niks                 | 2017                 | 14-06-2017            | 2               | 29           |                                                               |
| Het leven van een loser 12: wegwezen                       | 2018                 | 13-06-2018            | 2               | 32           |                                                               |
| Het leven van een loser 13: vet koel                       | 2019                 | 12-06-2019            | 5               | 24           |                                                               |
| Het leven van een allerbeste vriend                        | 2019                 | 16-10-2019            | 30              | 6            |                                                               |
| Het leven van een loser 14: totaal gesloopt                | 2020                 | 10-06-2020            | 6               | 22           |                                                               |
| Het leven van een allerbeste vriend 2: een episch avontuur | 2020                 | 07-10-2020            | 52              | 1            |                                                               |
| Het leven van een loser 15: kopje-onder                    | 2021                 | 09-06-2021            | 12              | 15           |                                                               |
| Het leven van een allerbeste vriend 3: grappige griezels   | 2021                 | 13-10-201             | 31              | 2            |                                                               |
| Het leven van een loser 16: voltreffer                     | 2022                 | 15-06-2022            | 10              | 19           |                                                               |
| Het leven van een loser 17: het dak eraf                   | 2023                 | 14-06-2023            | 17              | 17           |                                                               |
| Het leven van een loser 18: inkoppertje                    | 2024                 | 12-06-2024            | 18              | 15           |                                                               |
| Het leven van een loser 19: geen bal aan                   | 2025                 | 18-06-2025            | 19              | 9            |                                                               |

- Bibsys: 9053107
- Biblioteca Nacional de España: XX4715163
- Bibliothèque nationale de France: cb15798077f (data)
- Catàleg d'autoritats de noms i títols de Catalunya: 981058525270006706
- CiNii: DA1736344X
- Gemeinsame Normdatei: 133953513
- International Standard Name Identifier: 0000 0001 1948 0276
- Library of Congress Control Number: n2006080631
- Nationale Bibliotheek van Letland: 000157114
- MusicBrainz: 99b9a48a-46de-41c1-b0b7-e290803f9f10
- Bibliotheek van het Japanse parlement: 01127894
- Nationale Bibliotheek van Tsjechië: xx0093180
- Nationale Bibliotheek van Israël: 987007300619805171
- Nationale Bibliotheek van Polen: a0000003070698
- Nederlandse Thesaurus van Auteursnamen: 305199943
- Istituto Centrale per il Catalogo Unico: MODV592726
- Système universitaire de documentation: 142737844
- Virtual International Authority File: 30742915
- WorldCat: E39PBJwMGJyXxWX3yBxHJTTT73